# Cepljivi material
Cepljívi materiál je snov sestavljena iz atomov, ki se cepijo po zajetju počasnega (termičnega) nevtrona. Cepljiv material je bistvena učinkovina v jedrskih reaktorjih in atomskih bombah. Pri cepljivem materialu ne gre le za primerno sestavo glede prisotnih kemijskih elementov, ampak tudi za izotopsko sestavo.
Trije najpomembnejši cepljivi izotopi so:
- uran-233.
- uran-235.
- plutonij-239.

Načeloma je vsako atomsko jedro možno razcepiti z delcem, ki ima dovolj visoko energijo. Cepljivi material je oznaka za lažje cepljive atome in za uporabnost snovi za jedrsko energetiko in atomske bombe. Za termične jedrske reaktorje običajno zadostuje 0,7 - 3,5 odstotni delež cepljivega materiala v gorivu, za izdelavo atomskih bomb mora material vsebovati zelo visok delež cepljivih jeder, po možnosti več kot 95 %. Čistost v tem smislu je označena z izrazom material za jedrsko orožje.